# Jorge Majfud

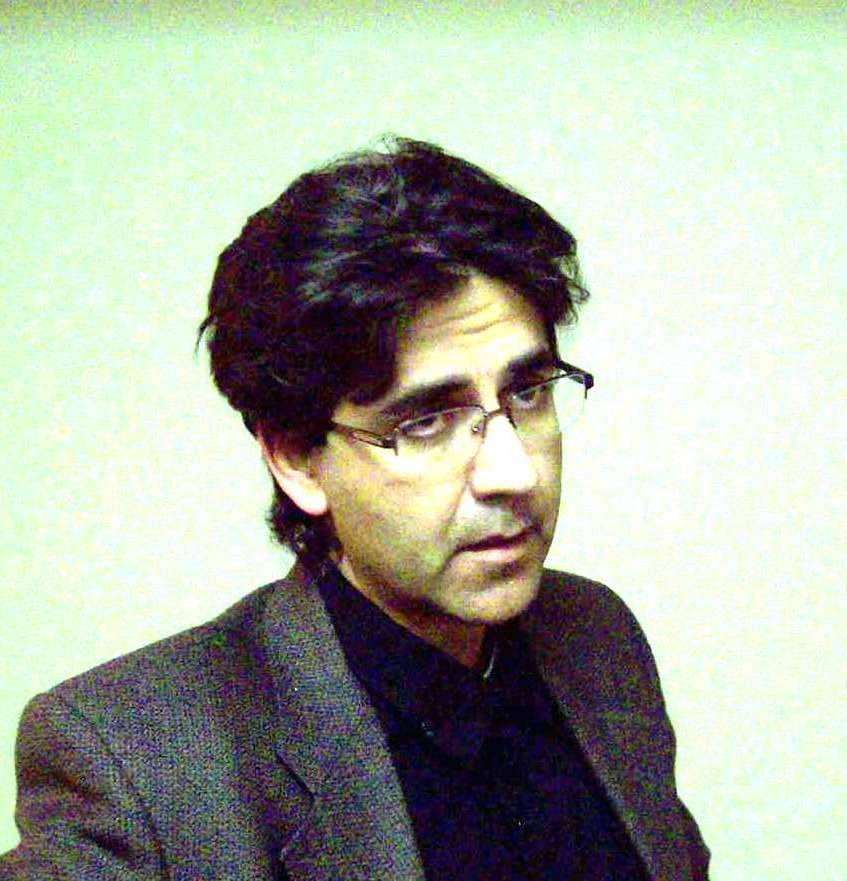
Jorge Majfud (um 2013)

Jorge Majfud (* 10. September 1969 in Tacuarembó, Uruguay) ist ein in den USA lebender uruguayischer Schriftsteller.

## Leben
Jorge Majfud studierte Architektur an der Universidad de la República in Montevideo. Nach Abschluss seines Studiums 1996 war er Lehrer für Design. 2003 gab er diese Tätigkeit auf, um sich ganz der Literatur zu widmen. Eines der Themen seiner Werke ist der Alltag und das Lebensgefühl der Hispanics in den USA. Im Jahre 2012 wurde er mit einer Dissertation über die Aufnahme präkolumbischer Mythen in der lateinamerikanischen Literatur des 20. Jahrhunderts promoviert. Derzeit ist er Dozent für Spanisch an der Jacksonville University.
2014 International Latino Book Awards Finalist Im Jahr 2012 nannte ihn das amerikanische Magazin Foreign Policy „den einflussreichsten lateinamerikanischen Intellektuellen.“
2012 wurde er von der Zeitschrift Foreign Policy zum „einflussreichsten Intellektuellen Lateinamerikas“ gewählt.

## Werke (Auswahl)
- Memorias de un desaparecido (Roman, 1996)
- Crítica de la pasión pura (Essays, 1998)
- La reina de América (Roman, 2001)
- El Tiempo que me tocó vivir (Essays, 2004)
- Significados ideológicos de América Latina (Essays, 2006)
- Perdona nuestros pecados (Erzählungen, 2007)
- La ciudad de la Luna (Novelle, 2009)
- Crisis (Roman, 2012)
- Cyborgs (Essays, 2012)
- El eterno retorno de Quetzalcoátl, 2012.
- Cuentos, audiobook, 2014.
- Cine político latinoamericano, essays, 2014
- Herrmenéutica, essays, 2014
- El pasado siempre vuelve, short stories, 2014
- Algo salió mal, short stories, 2015
- El mar estaba sereno, novel, 2017
- USA. ¿Confía Dios en nosotros?, essays, 2017[10]
- Neomedievalism. Reflections on the Post-Enlightenment Era, essays, 2018[11]
- Tequila, novel, 2018
- El mismo fuego, novel, 2019
- Perros sí, negros no, essays, 2020[12]
- Silicona 5.0, novel, 2020[13]
- La frontera salvaje: 200 años de fanatismo anglosajón en América latina, history essay, 2021[14]
- La privatización de la verdad. La continuidad de la ideología esclavista en Estados Unidos, essay, 2021[15]

Von seinen Büchern ist bislang noch keines ins Deutsche übersetzt worden.

## Auszeichnungen
- Majfud gelangte 2001 in die Endrunde der Auswahl für den Literaturpreis des Institutes Casa de las Américas in Havanna.
- Excellence in Research Award, University of Georgia, 2006
- Faculty Award for Excellence in Scholarship and Professional Activities, Jacksonville University, 2013.